# Архипов, Андрей Алексеевич
Андре́й Алексе́евич Архи́пов (21 апреля 1931, СССР — 12 января 2017) — советский гребец. На Олимпийских играх 1956 года в соревнованиях восьмёрок не смог выйти в финал.
Мастер спорта СССР (1956). Представлял общество «Красное знамя» (Ленинград).

## Биография
Родился 21 апреля 1931 года.
Закончил училище имени В. И. Мухиной. Член Союза художников России. Автор многих памятников, установленных в различных городах бывшего СССР.
Победитель первенств Ленинграда. Неоднократный чемпион СССР (1956 и 1959 год) среди четверок с рулевым. В составе сборной СССР принимал участие в Олимпиаде в Мельбурне (1956 год). Серебряный призёр чемпионатов Европы 1956 и 1957 годов.
Ушел из жизни 12 января 2017 года.